# 潔白
| ウィキペディアには「潔白」という見出しの百科事典記事はありません（タイトルに「潔白」を含むページの一覧/「潔白」で始まるページの一覧）。 代わりにウィクショナリーのページ「潔白」が役に立つかもしれません。 |